# Warner Madrigal
Pour les articles homonymes, voir Madrigal (homonymie).
Warner Antonio Madrigal (né le 21 mars 1984 à San Pedro de Macorís, République dominicaine) est un lanceur de relève droitier au baseball. Il a joué dans la Ligue majeure pour les Rangers du Texas en 2008 et 2009. En 2014, Madrigal évolue en ligues mineures dans l'organisation des Nationals de Washington. Il a passé une saison au Japon, en 2013 chez les Chunichi Dragons de la NPB.

## Carrière
Warner Madrigal signe son premier contrat professionnel en 2001 avec les Angels d'Anaheim. Il évolue pour eux en ligues mineures sans atteindre les majeures. Devenu joueur autonome à l'issue de la saison de baseball 2007, il se joint en novembre aux Rangers du Texas.
Le 2 juillet 2008, Madrigal fait ses débuts dans les majeures avec les Rangers. Amené dans le match en relève avec son équipe en avance, il gâche une occasion de sauvetage et accorde six points sur cinq coups sûrs aux Yankees de New York, ne retirant qu'un seul frappeur adverse. Madrigal lance 31 parties pour l'équipe du Texas en 2008. Sa fiche est d'aucune victoire et deux défaites, avec une moyenne de points mérités de 4,75 et 22 retraits sur des prises en 36 manches lancées. Pourtant lanceur de relève dans les mineures, les Rangers lui offrent un départ en tant que lanceur partant : il œuvre trois manches au monticule contre les Angels le 9 juillet. Le 9 septembre à Seattle, le Dominicain enregistre son premier sauvetage dans les grandes ligues. 
En 2009, Madrigal lance 13 parties comme releveur pour Texas. Il n'est impliqué dans aucune décision. Sa moyenne de points mérités s'élève à 9,95 en 12 manches et deux tiers lancées.